# 宇宙ヨメ
『宇宙ヨメ』（そらヨメ）は、原悠衣による日本の漫画作品。『月刊ComicREX』（一迅社）にて、2012年5月号より2014年3月号まで連載。

## あらすじ
小惑星イトカワから惑星探査機が地球に帰還した翌日、白波瀬青彦は謎の少女・さらさと出会う。実は彼女は青彦の嫁となるため、宇宙からやって来た宇宙人だったのだ。かくして、青彦とさらさ、そして青彦が憧れる先輩・八尾美和の3人を巡る、不思議なラブコメディが幕を開けた。

## 登場人物
白波瀬 青彦（しらはせ あおひこ）
本作の主人公の少年。「後星高校」に通う高校1年生（16歳）。
小さい頃から祖母に育てられており、現在は自宅で一人暮らしをしている。そのためか、「平凡で幸せな家庭を築くこと」が夢。
一年上の先輩の八尾美和に恋心を抱いており、それが高じて尾行したり写真を撮るなどストーカー気味の行為に及んでいる。このことはさらさの能力により、八尾や周囲のクラスメイトにも知られることになってしまった。
さらさからは好意を寄せられているが、青彦自身は邪険に扱うことがほとんど。だが、時にさらさの純真な気持ちに触れ、優しく接することもある。さらさと出会って以来周りの宇宙人に振り回され続けているが、前述の境遇もあり、決して迷惑に思っているばかりではない様子。
さらさ
宇宙からやってきたという謎の少女。地球人から見れば幼い少女のような外見であるが、ノートルダム曰く、年齢は青彦と同じく16歳らしい。
青彦を婿とするため地球にやって来たらしく、青彦と同居生活を始めることになる。青彦には積極的に好意を示すが、青彦が八尾に向ける好意を一歩引いて見ようとする面もある。
言葉はぶっきらぼうでややカタコト（台詞の一部がカタカナになる）。滅多に表情を変えることはないが、たまに（主に青彦絡みのことで）笑ったり泣いたりすることもある。
人の心の中の声をあらわにする、周囲の人に自分を地球人の転校生と思わせるなど、様々な不思議な能力を持っている。
八尾 美和（やお みわ）
青彦の一年上の先輩（17歳）。青彦が好意を抱いている人物。
勉学・スポーツなどあらゆる面に秀でており、スタイルも抜群。だが他人と関わろうとせず、プライベートが一切の謎に包まれているため、「後星高校の宇宙人」と呼ばれている。
実際は7人姉弟の長女。妹の果歩の他、5人の弟がいる。周囲からのイメージとは裏腹に家事全般を切り盛りする生活感ある一面をのぞかせる。人前に出ようとしないのは恥ずかしがりの性格が原因である。基本的にクールな言動を見せるが、一部常識が抜けたような面もある。
青彦が自分をストーカーしていることを（さらさの能力によって）知ってからは、青彦の言動をやや冷めた目で見ている。一方、さらさからは明確な敵意を向けられているにもかかわらず、それを「好敵手」と解釈し、積極的に友達になろうとしている。
ノートルダム
さらさのお目付け役として共にやって来た宇宙人の女性。メイドの格好をしている。通称は「ノト」。
さらさを青彦の嫁とするため奔走しているが、当の青彦は八尾に執心のため気を揉んでいる。そのためか、さらさに対しては（過度ともいえる）愛情を注ぐのに対し、青彦の言動に対してはあからさまに不快感を見せる。
地球の漫画・ゲーム文化が大好きであり、仕事そっちのけで買い物や遊びにふけることも多々。そのせいで余計な出費がかさんでおり、この点でも青彦と対立している。一方で、料理などを普通にこなしている場面もある。
外見は地球人で言うところの妙齢の女性のため、（さらさの例から考えると）年齢は青彦やさらさより上であることが示唆されているが、正確な年齢は不詳。
八尾 果歩（やお かほ）
八尾家の次女。高校1年生（16歳）。
金髪にロングスカート、木刀携行という古典的なヤンキーの姿をしている。
姉の美和のことが大好きであり、彼女に近づこうとしている青彦に明確な敵意を向ける。一方、姉の前では猫をかぶり、口調も一変する。
アストル
さらさ・ノートルダムと同じ星からやって来た、宇宙人の女性。
地球上の宇宙人を監視するため、園田飛鳥という名を使い、表向きは後星高校の生徒会長として活動している。
違反行為に及んでいるさらさを摘発するために青彦と接触するが、ある一件をきっかけに青彦に惚れ込んでしまい、それ以来さらさ・ノートルダムと共に青彦の家に同居している。
ノートルダムとは事あるごとに反目し合うが、息の合う部分もある。かつては一緒に活動していた模様。
佐坂（ささか）
青彦の友人の男子生徒。学園の女子の情報に通じているが、八尾の実像は知らなかった。
さらさの能力によって、「幼女も熟女も好き」だということを明かしてしまう。

## 書誌情報
- 原悠衣 『宇宙ヨメ』 一迅社〈IDコミックス REXコミックス〉、全2巻
  1. 2012年12月5日初版発行（11月27日発売[2]）、ISBN 978-4-7580-6342-5
  2. 2014年4月5日初版発行（3月27日発売[3]）、ISBN 978-4-7580-6431-6

なお、『月刊ComicREX』2012年11月号には4コマ番外編が掲載されており、単行本には未収録。一部の書店での購入特典となっている。